# Helius (Helius) taos
Helius (Helius) taos is een tweevleugelige uit de familie steltmuggen (Limoniidae). De soort komt voor in het Oriëntaals gebied.